# No Sudden Move
No Sudden Move (bra: Nem um Passo em Falso; prt: No Sudden Move) é um filme estadunidense de 2021, dos gêneros drama e suspense criminal, dirigido por Steven Soderbergh, e estrelado por Don Cheadle, Benicio del Toro, David Harbour, Jon Hamm, Amy Seimetz, Brendan Fraser, Kieran Culkin, Noah Jupe, Craig muMs Grant, Julia Fox, Frankie Shaw, Ray Liotta e Bill Duke.
A pré-estreia de "No Sudden Move" aconteceu no Festival de Cinema de Tribeca em 18 de junho de 2021. A produção estreou mundialmente na HBO Max em 1.º de julho de 2021. O filme obteve uma recepção positiva da crítica especializada, com elogios à direção de Soderbergh e à atuação do elenco.
A produção marcou o último trabalho cinematográfico de Craig muMs Grant, que faleceu três meses antes da primeira exibição do filme devido a complicações da diabetes.

## Sinopse
Curt (Don Cheadle), Ronald (Benicio del Toro) e Charley (Kieran Culkin), três criminosos experientes, são contratados para realizar o que parece ser uma tarefa relativamente rápida e simples: manter Mary (Amy Seimetz), a esposa do contador Matt (David Harbour), e seus filhos como reféns enquanto ele busca um documento no escritório de seu chefe. No entanto, as coisas se desenrolam rapidamente e parece que forças maiores estão em jogo.

## Elenco
- Don Cheadle como Curt Goynes
- Benicio del Toro como Ronald Russo
- David Harbour como Matt Wertz
- Ray Liotta como Frank Capelli
- Jon Hamm como Joe Finney
- Amy Seimetz como Mary Wertz
- Brendan Fraser como Doug Jones
- Kieran Culkin como Charley
- Noah Jupe como Matthew Wertz, Jr.
- Craig muMs Grant como Jimmy
- Julia Fox como Vanessa Capelli
- Frankie Shaw como Paula Cole
- Bill Duke como Aldrick Watkins

Além disso, Matt Damon fez uma aparição especial não-creditada como Mike Lowen.

## Produção
Em novembro de 2019, foi anunciado que Steven Soderbergh dirigiria o filme, que possuía como título de produção "Kill Switch", com Josh Brolin, Don Cheadle, Sebastian Stan e John Cena sendo considerados para estrelar. Em março de 2020, Jon Hamm e Cedric the Entertainer também entraram em negociações para participar, na mesma época que Brolin desistiu de seu papel. Em maio de 2020, foi anunciado que Cheadle, Stan e Hamm haviam sido oficialmente escalados, com Benicio del Toro, Ray Liotta, Amy Seimetz, Frankie Shaw e George Clooney se juntando ao elenco.
As filmagens deveriam começar em 1.º de abril de 2020, mas foram adiadas devido à pandemia de COVID-19. Soderbergh estava esperando que pudesse reiniciar a produção em setembro. O filme teve seu título alterado para "No Sudden Move" e começou a ser filmado em Detroit em 28 de setembro, com adições de David Harbour, Brendan Fraser, Kieran Culkin, Noah Jupe, Bill Duke e Julia Fox, enquanto Stan, Cena e Clooney deixaram o elenco devido a atrasos na produção. Em outubro, Matt Damon foi escalado para uma participação especial. A produção foi encerrada em 12 de novembro.
O filme foi rodado com câmeras Red Digital Cinema Monstro e lentes anamórficas Kowa.

## Lançamento
A pré-estreia de "No Sudden Move" aconteceu no Festival de Cinema de Tribeca em 18 de junho de 2021. A produção estreou mundialmente na HBO Max em 1.º de julho de 2021. O filme foi assistido por 567.000 domicílios nos primeiros quatro dias após seu lançamento.

## Recepção
Richard Roeper, para o jornal Chicago Sun-Times, deu ao filme 3,5/4 estrelas e escreveu: "Outro capítulo instantaneamente envolvente, ricamente elaborado e lindamente filmado em uma das carreiras de direção mais impressionantes de nossa época". Escrevendo para o The A.V. Club, Mike D'Angelo deu ao filme a nota B+, chamando-o de um "novo enredo envolvente" e disse: "Filmes frequentemente colocam personagens em situações desesperadas, de vida ou morte, mas raramente os vemos se comportar de maneira genuinamente desesperada. No Sudden Move, um drama criminal de época escrito por Ed Solomon e dirigido por Steven Soderbergh, corrige essa lacuna de uma maneira que é ao mesmo tempo hilária e angustiante".
No Rotten Tomatoes, site agregador de críticas, 92% das 142 críticas do filme são positivas, com uma classificação média de 7,8/10. O consenso do site diz: "Embora possa não estar no mesmo nível de seus melhores filmes criminais, No Sudden Move coloca Soderbergh em um terreno agradavelmente familiar e ele aproveita ao máximo um elenco excelente". O Metacritic, que utiliza uma média ponderada, atribuiu ao filme 76/100 pontos baseados em 38 críticas, indicando críticas "geralmente favoráveis".